# Jemma Dallender
Jemma Dallender (Londra, 4 giugno 1988) è un'attrice inglese.

## Biografia
Jemma Dallender è cresciuta nel Surrey, appena fuori Londra, e ha dimostrato propensioni artistiche già in tenera età. A 5 anni partecipava alle sue prime competizioni di ballo e durante la scuola secondaria  è stata attiva anche a teatro, esibendosi in molti siti prestigiosi tra cui His Majesty's Theatre e la Royal Albert Hall.  
Fu una delle 45 ragazze a superare la selezione annuale, tra migliaia di aspiranti, per accedere alla prestigiosa Arts Educational School di Londra, presso la quale conseguì la laurea in Teatro musicale.
Il suo primo ruolo televisivo è stato nella soap opera Hollyoaks, per la durata di tre episodi, nel 2012. Nel 2013 ha ottenuto il suo primo ruolo da protagonista nel thriller, I Spit on Your Grave 2. Nel 2016 ha recitato a fianco di Steven Seagal nel poliziesco Contract to Kill ed è apparsa in diverse serie televisive britanniche non trasmesse in Italia. 

## Vita privata
Da sempre molto riservata sulle sue relazioni personali, il 19 aprile 2020 dà alla luce la sua prima figlia Indie-Rose, della quale non viene rivelato il nome del padre. Poco dopo dichiarerà di essere madre single.
Dal 2022 ha cancellato la maggior parte dei suoi profili social.

## Curiosità
Jemma Dallender è alta 157 cm. e pesa 53 kg. Misure: 91-63-86.
Pur avendo spesso interpretato ruoli molto espliciti, per simulare una scena di nudo con Steven Seagal ha preteso l'uso di una controfigura.

## Filmografia

### Cinema
- Community, regia di Jason Ford (2012)
- I Spit on Your Grave 2, regia di Steven R. Monroe (2013)
- The Mirror, regia di Edward Boase (2014)
- AST - A sexual Thriller, regia di Joël Colburn (2015)
- Contract to Kill, regia di Keoni Waxman (2016)
- The Executioners, regia di Giorgio Serafini (2018)
- Daddy's Girl, regia di Julian Richards (2018)
- Armed, regia di Mario Van Peebles (2018)
- Disappearance, regia di Matt Shapira (2019)
- Strain 100, regia di Hassan Hussein (2020)

### Web e TV
- Hollyoaks – soap opera britannica (2012)
- Smart TV, cortometraggio di Matthew Scott-Perry (2013) - Kitty
- Taken: Alla ricerca di Sophie Parker, regia di Don Michael Paul (2013) - Janie Hillman
- Casualty – serie televisiva (2014) - Caitlin Conlon
- I live with models - serie televisiva (2015) - Nancy, 1 episodio
- Pop music high - serie televisiva (2017) - Farrah, 4 episodi
- Tails of the blue - web series (2017) – Queen Manchester, 2 episodi
- Tacticool Reloads, di Adrian Picardi, cortometraggio (2018) - Jemma